# Charles Leslie (Cricketspieler)
Charles Frederick Henry Leslie (* 8. Dezember 1861 in Westminster, Vereinigtes Königreich; † 12. Februar 1921 in Westminster, Vereinigtes Königreich) war ein englischer Cricketspieler, der zwischen 1882 und 1883 für die englische Nationalmannschaft spielte.

## Kindheit und Ausbildung
Leslie spielte von 1881 an für drei Jahre für Oxford. Dabei war er neben Cricket auch im Rugby und Rackets aktiv.

## Aktive Karriere
Leslie gab sein First-Class-Debüt in der Saison 1881 für Oxford und spielte in der Folge für  Middlesex. In der Saison 1882/83 reiste er unter Kapitän Ivo Bligh nach Australien. Im ersten Test erreichte er dabei 3 Wickets für 31 Runs als Bowler. Im zweiten spiel der Serie konnte er dann ein Fifty über 54 Runs. Insgesamt absolvierte er bei der Tour alle vier Tests. er spielte noch bis 1888 First-Class-Cricket und hatte auch einige Einsätze für Shropshire.